# قبريط
قرية قبريط هي إحدى القرى التابعة لمركز فوه في محافظة كفر الشيخ في جمهورية مصر العربية. حسب إحصاءات سنة 2006، بلغ إجمالي السكان في قبريط 14871 نسمة، منهم 7554 رجل و7317 امرأة.

## التاريخ
ذكر محمد رمزي في كتابه القاموس الجغرافي للبلاد المصرية أن قبريط من القرى القديمة التي ذكرها أميلينو في جغرافيته، وأنها كانت تسمى قديمًا «Koprit»، ثم تغير اسمها على مر العصور إلى «Kopris» و«Kopritios» و«Kopritidos». كما ذكر رمزي أيضًا أن اسمها ورد في «قوانين ابن مماتي» وفي «تحفة الإرشاد» ضمن أعمال الغربية تحت اسم «كبريت»، وأرجح رمزي أن موقع القرية الحالي يبتعد عن موقع القرية القديمة التي وردت في تلك الأعمال بنحو 3 كيلومترات جنوبًا، وأن القرية القديمة تقع محل منطقة «كوم قبريط».
بين عامي 2000-2001م، قام المجلس الأعلى للآثار المصري بعمل حفائر في قبريط التي تقع شمال غرب بوتو إحدى عواصم مصر الفرعونية القديمة، واكتشفت بقايا كنيسة من الطوب تؤرخ ما بين القرن الرابع والسابع الميلادي واكتشف بداخلها مجموعة من الأحجار المنقوشة ببعض الكتابات الهيروغليفية، ورجحت استخدام حجارة مبنى يرجع للعصر الفرعونى لبناء هذه الكنيسة دلّهم على ذلك اكتشاف سبع قواعد جرانيتية في موقع تلك الكنيسة، كانت مقرًا لتجارة الأوانى الفخارية الخاصة بأحشاء المتوفى عند التحنيط والتي تعرف بالأواني الكانوبية.